# Seigneur

Seigneur (tradus în română Domn) a fost un titlu acordat mai demult în Franța cuiva care avea în administrare o feudă aparținând coroanei, cu toate drepturile asociate persoanei și proprietății.
Acest tip de domnie se numea seigneurie, drepturile acordate stăpânului seigneuriage. Stăpânul era și seigneur justicier, deoarece el însuși exercita jurisdicția în feuda sa. De la abrogarea sistemului feudal la 4 august 1789, ca urmare a Revoluției Franceze, acestă funcție nu a mai existat și titlul a fost folosit doar pentru prinți de familiile lor.
În vorbirea comună, termenul grandseigneur (în franceză) a supraviețuit. Astăzi se referă de obicei la un domn elegant care locuiește în oraș. Acest termen este uneori folosit într-un sens mai strict cu referire la o persoană ale cărui maniere și mod de viață reflectă originea sa nobilă și bogăția. În plus, Le Grand Seigneur a fost numele dat mai demult de francezi sultanului otoman. De exemplu, Notre Seigneur Jésus-Christ se poate traduce Domnul nostru Isus Hristos.
Cuvântul are aceeași proveniență ca cel din limba italiană Signore, portugheză Senhor și spaniolă Señor, care pe lângă semnificația de Domn au și pe cea de stăpân al feudei.